# Eupithecia lugubris
Eupithecia lugubris är en fjärilsart som beskrevs av W. Warren 1907. Eupithecia lugubris ingår i släktet Eupithecia och familjen mätare. Inga underarter finns listade i Catalogue of Life.